# أل جونز
أل جونز (بالإنجليزية: Al Jones)‏ هو لاعب كرة قاعدة أمريكي، ولد في 10 فبراير 1959 في تشارلستون في الولايات المتحدة.

## وصلات خارجية
- أل جونز على موقعبيزبول رفرنس.كوم (الدوري الرئيسي) (الإنجليزية)
- أل جونز على موقعبيزبول رفرنس.كوم (الدوري الثانوي) (الإنجليزية)